# Wachturm (Morsleben)

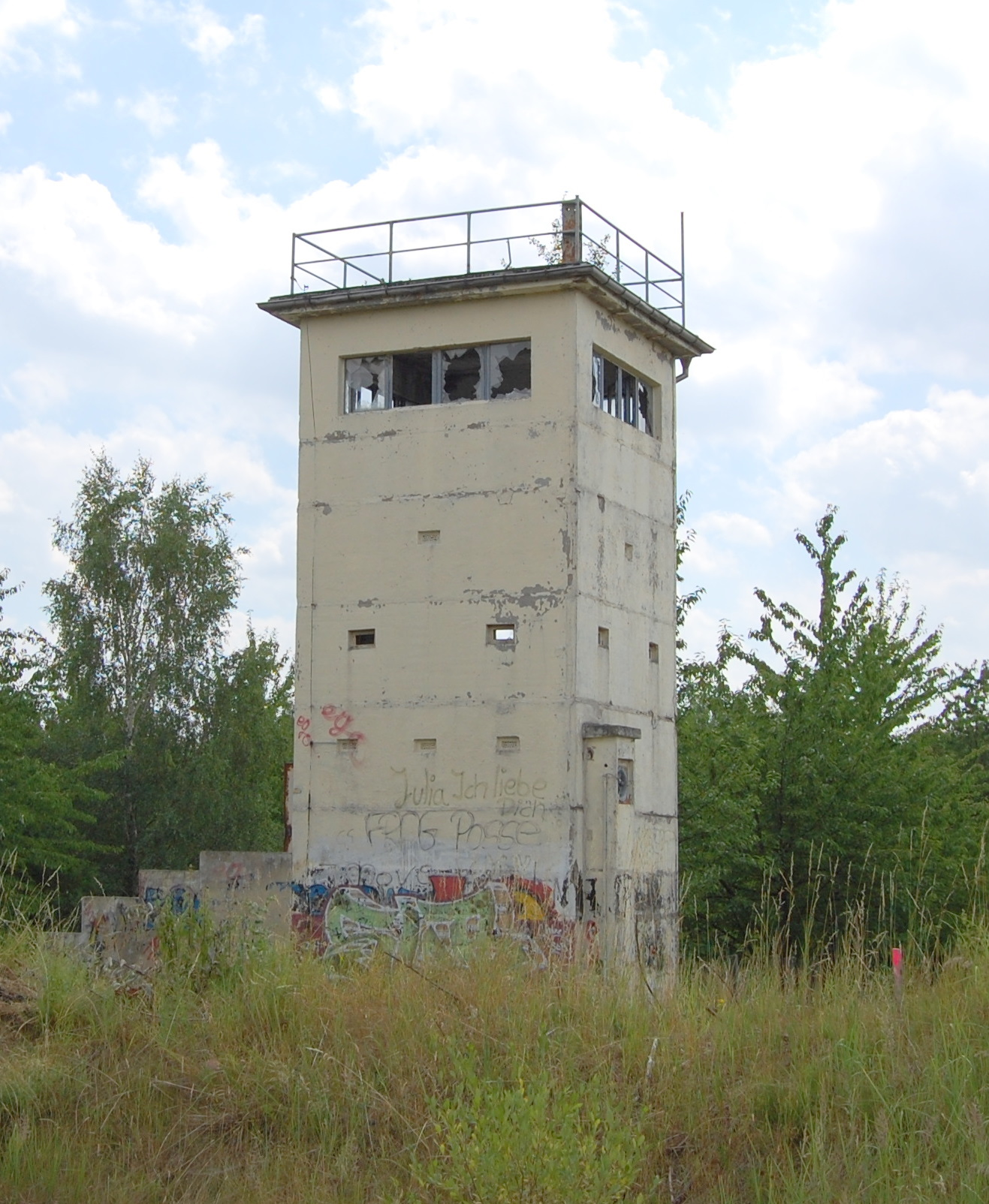
Wachturm bei Morsleben

Der Wachturm bei Morsleben in Sachsen-Anhalt ist ein denkmalgeschützter Wachturm. Er gehörte zu den von der DDR entlang der innerdeutschen Grenze zur Bundesrepublik Deutschland errichteten Grenzanlagen.
Der Turm steht etwa drei Kilometer westlich des Dorfes Morsleben nahe der Bundesstraße 1. Der aus Betonplatten errichtete Turm diente als Führungsstelle Beobachtungsturm (B-Turm) und stand in einem funktionalen Zusammenhang zur in der Nähe befindlichen Grenzübergangsstelle Marienborn.
Derzeit (Stand 2010) ist der Turm sanierungsbedürftig.